# Il giorno del tradimento
Il giorno del tradimento (titolo originale Remembrance Day) è il primo romanzo di Henry Porter.

## Trama
L'irlandese Constantine "Con" Lindow sta aspettando alla stazione della metropolitana di Londra l'arrivo di suo fratello Eamonn.
All'improvviso scoppia una bomba su un autobus che causa diverse vittime, tra le quali proprio Eamonn.
Con resta ferito e, dopo essere stato dimesso dall'ospedale, viene arrestato come principale sospettato dell'accaduto: questo perché lui e suo fratello da giovani erano stati coinvolti in un attentato al cimitero della cittadina irlandese di Droy.
A credere nell'innocenza di Con è Kenneth Foyle, capo dell'unità antiterrorismo di Scotland Yard.
Foyle va addirittura contro i vertici della sua organizzazione pur di dimostrarne l'innocenza.
Indagando, Con e Foyle scoprono che l'attentatore è Rhodes, ex militare inglese e coinvolto anch'egli nella vicenda di Droy: si tratta di un pezzo grosso, dato che è in grado di far esplodere le bombe semplicemente componendo un numero di telefono.
A rendere ulteriormente intricata la vicenda ci pensa la figura di Mary, una misteriosa amica di Eamonn comparsa proprio quando quest'ultimo è morto.

## Edizioni in italiano
- Henry Porter, Il giorno del tradimento, traduzione di Valentina Guani, Mondadori, Milano 2000 ISBN 88-04-47299-5
- Henry Porter, Il giorno del tradimento, traduzione di Valentina Guani, Oscar Mondadori, Milano 2001 ISBN 88-04-48692-9
- Henry Porter, Il giorno del tradimento, traduzione di Valentina Guani, Il Giallo Mondadori n 2817, Milano 2003